# Justin-Chrysostome Sanson
Pour les articles homonymes, voir Sanson.

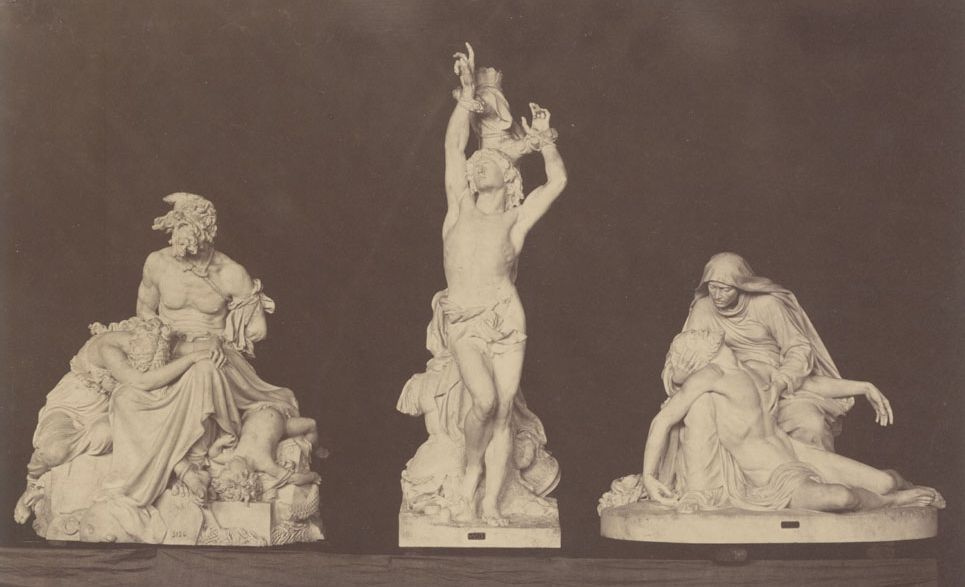
La Pietà (à droite), Salon de 1876.

Justin-Chrysostome Sanson né le 9 août 1833 à Nemours et mort le 1er novembre 1910 à Paris est un sculpteur français.
Il est le principal fondateur du Château-Musée de Nemours.
Lauréat du Grand Prix de Rome de sculpture en 1861, il côtoie nombre d'artistes avec qui il entretient des amitiés au rang desquels on trouve des sculpteurs (tels Louis Breitel, Just Becquet, Jean-André Delorme, etc.), des musiciens (Jules Massenet), des architectes (Louis Boitte, Jean Herbault, etc.) ou bien des peintres (Henri-Charles Daudin, Paul Baudouin, etc.).

## Biographie

### Jeunesse et formation
En 1852, Justin-Chrysostome Sanson est élève à l'École des beaux-arts de Paris dans l'atelier de François Jouffroy. Il obtient en 1861 le grand prix de Rome pour son bas-relief Ulysse ramenant Chryséis à son père, et devient pensionnaire de la villa Médicis durant cinq ans, parachevant sa formation au milieu des œuvres de l'Antiquité. 

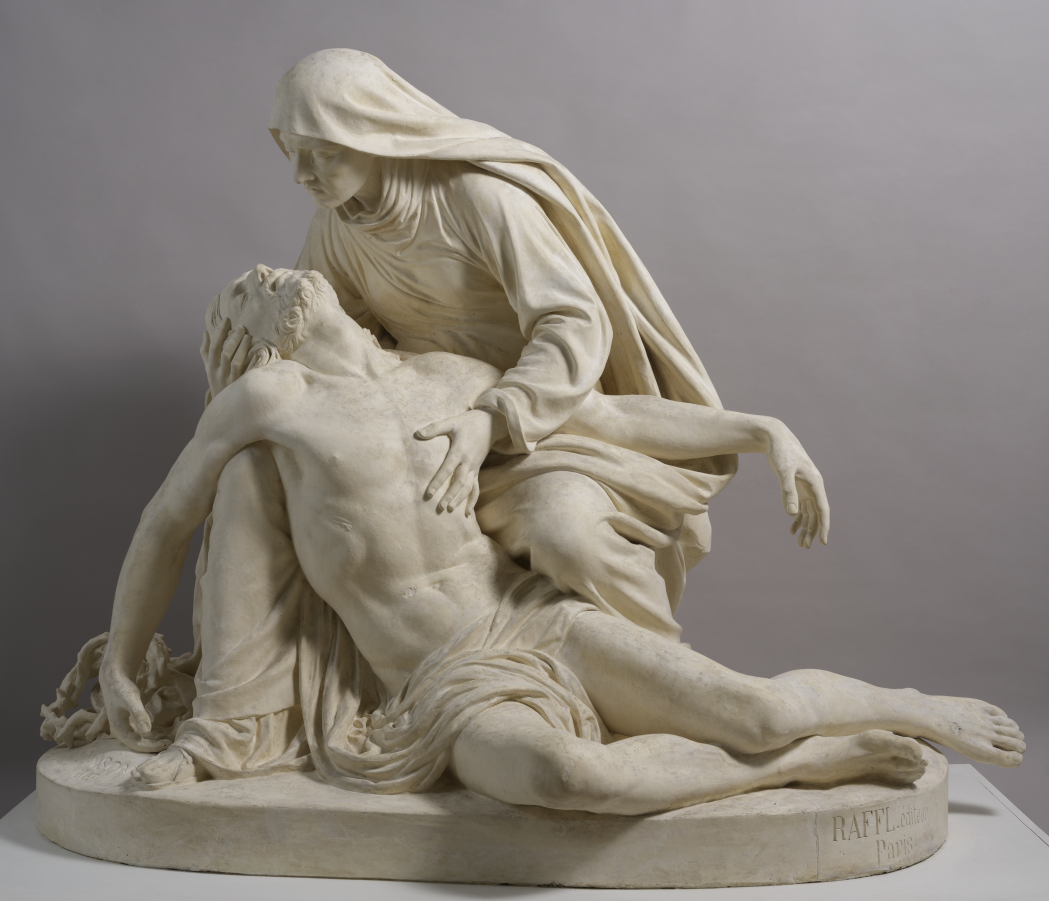
La Pièta, 1869, plâtre, 143 x 170 x 90 cm. Nemours, Château-Musée, 1905.20.1

### Carrière artistique
Entre 1868 et 1883, il réalise des sculptures pour la décoration de monuments parisiens comme le palais des Tuileries, l'hôtel de ville, le palais du Louvre, l'Opéra Garnier, l'église Saint-François-Xavier. Pour le Palais de justice d'Amiens, il y sculpte les figures de La Charité de saint Martin, Le Droit, La Justice, La Loi, etc.
La plus primée de ses œuvres est sa Piéta, conservée dans l'église Saint-Jean-Baptiste de Nemours, dont le bronze est médaillé au Salon de 1869, et le marbre à l'Exposition universelle de 1878 à Paris.
Justin-Chrysostome Sanson est nommé chevalier dans l'ordre national de la Légion d'honneur par décret du 26 juillet 1876. Il meurt le 1er novembre 1910 à son domicile dans le 6e arrondissement de Paris.

### Fondation du musée de Nemours
En 1901, Justin-Chrysostome Sanson crée avec deux autres artistes nemouriens la Société des amis du Vieux Château de Nemours afin de sauver le château de Nemours de la ruine. Après restauration, le Château-Musée de Nemours ouvre ses portes le 18 octobre 1903.
Sanson fait don d'une partie de ses œuvres au Château-Musée dès 1901, et lui lègue son fonds d'atelier à sa mort en 1910.
Depuis 2025, une section du parcours permanent du Château-Musée est consacrée à ce sculpteur. On y présente plusieurs de ses créations, ses outils, ainsi que des objets lui ayant appartenu.

## Œuvres
- Amiens, musée de Picardie :
  - L’Industrie, bas-relief en plâtre ;
  - Le Commerce, bas-relief en plâtre ;
  - La Charité de saint Martin, bas-relief en plâtre.
- Amiens, Palais de justice :
  - Démosthène, statue en pierre ;
  - Cicéron, statue en pierre ;
  - Le Droit, statue en pierre ;
  - La Force, statue en pierre ;
  - La Charité de saint Martin, 1880, bas-relief en pierre.

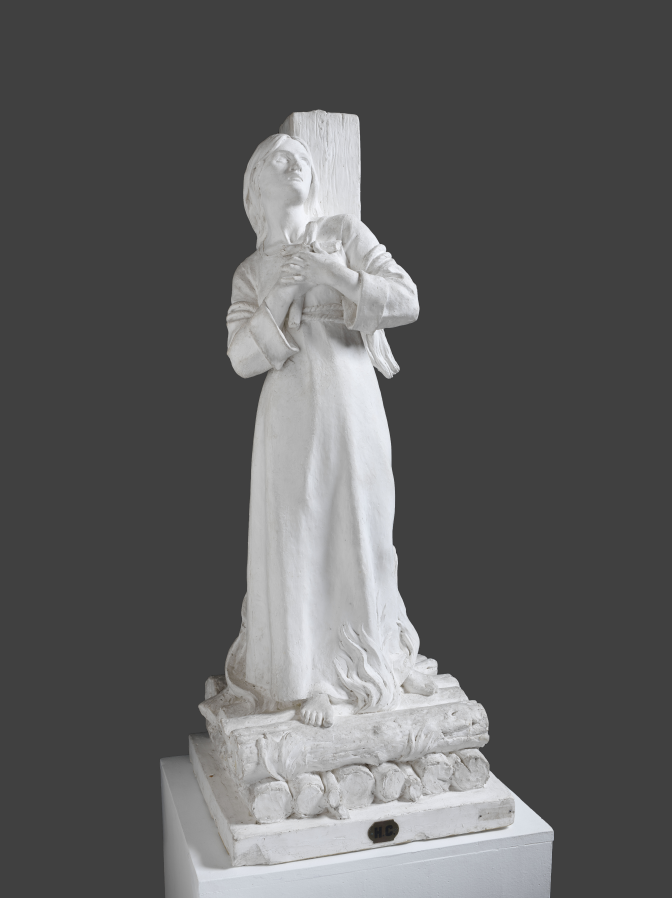
Jeanne d'Arc sur le bucher, 1910, plâtre, 112 x 44 x 40 cm. Nemours, Château-Musée, 1910.106.1
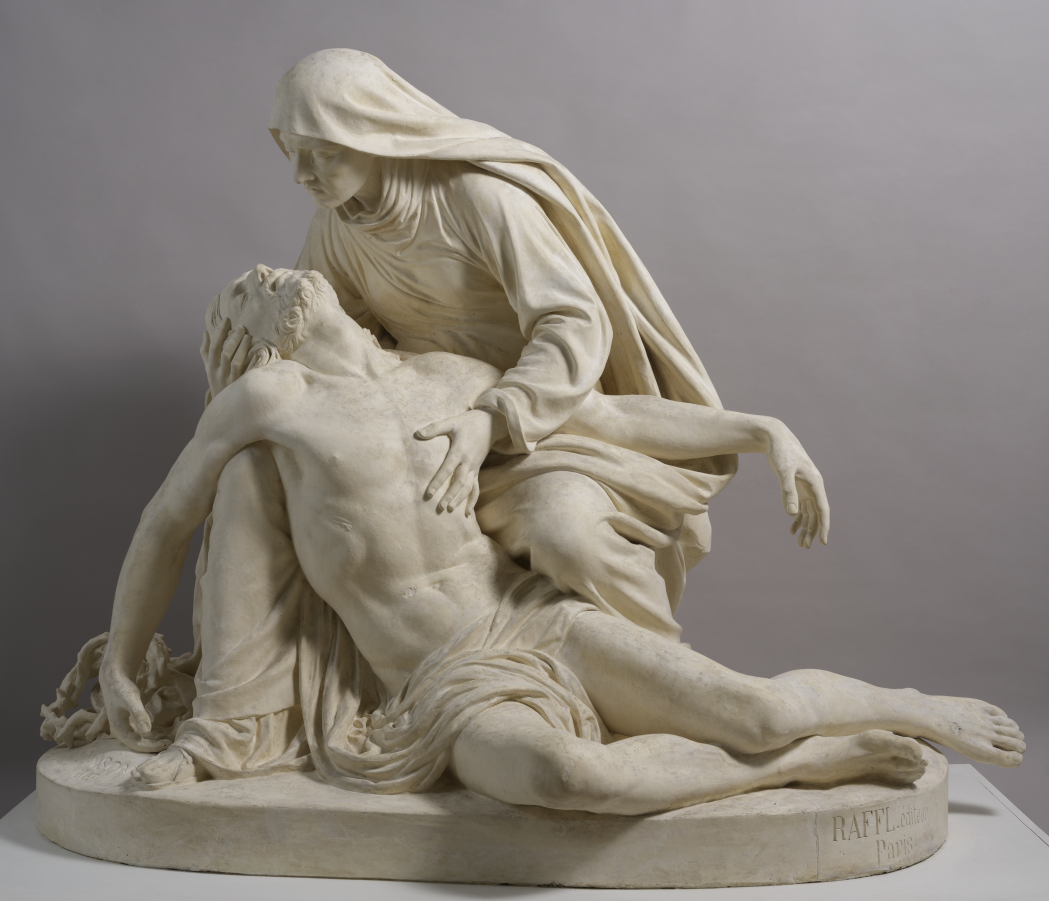
La Pièta, 1869, plâtre, 143 x 170 x 90 cm. Nemours, Château-Musée, 1905.20.1
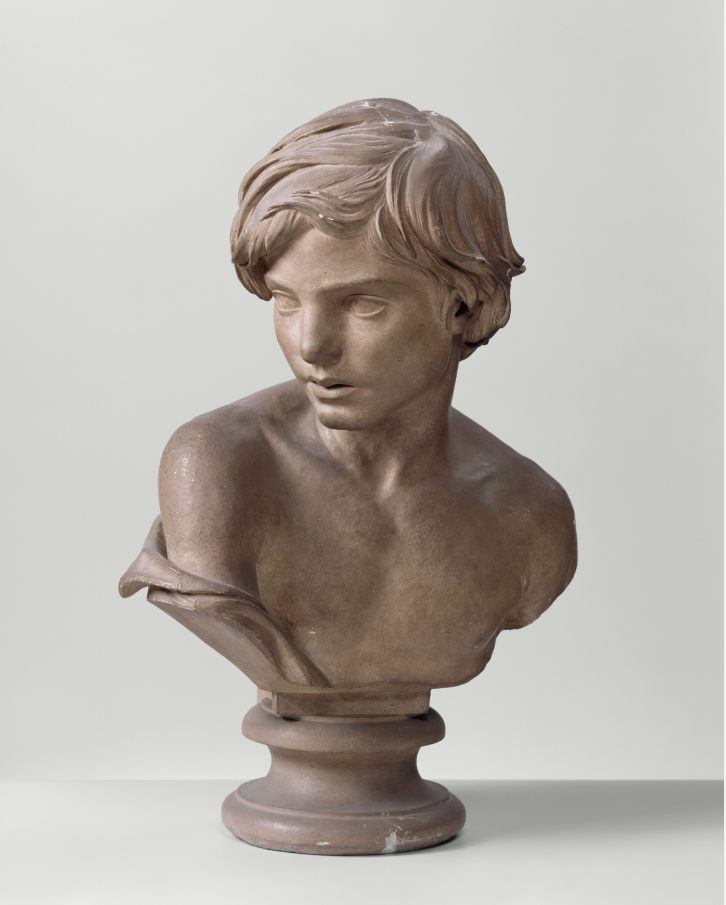
Effroi, 1863, plâtre, 56 x 37 x 19 cm. Nemours, Château-Musée, 1901.13.1
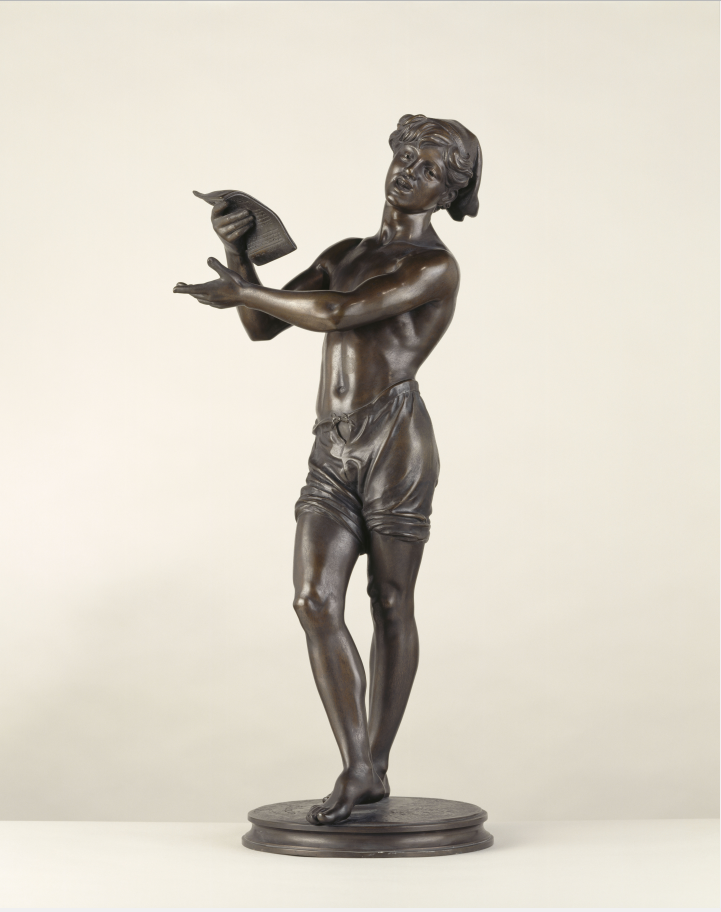
Chanteur Napolitain, 1886, bronze, 56 x 37 x 19 cm. Nemours, Château-Musée, 2010.0.3
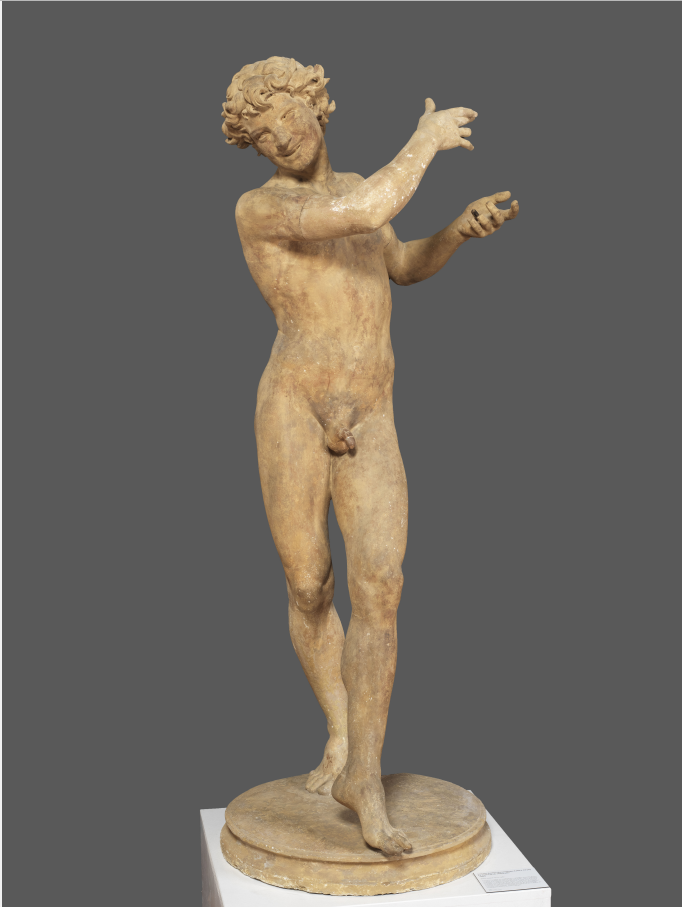
Danseur de Saltarello, 1865, plâtre, 165 x 58 cm. Nemours, Château-Musée, 1903.35.1

- Nemours, Château-Musée :

- Le Captif, 1855, plâtre, 91 × 34 cm, n° inv. 2013.0.19 ;
- Buste de Charles-Simon Miger, graveur, 1856, bronze patiné, 58 × 21 cm, n° inv. 1901.12.1 ;
- Tête d'expression: vieillard barbu, 1857, plâtre, 58 × 43 cm, n° inv. 944 ;
- Ulysse ramenant Chryséis à son père, 1861, grand prix de Rome, plâtre, 32,7 × 41 cm, n° inv. 1903.34.1
- Le Docteur Goupil, 1861 ;
- Médaillon de Jules Terrier sculpteur, 1862, plâtre, diamètre : 18 cm ;
- Oreste endormi, 1863, plâtre patiné, 174 × 144 cm, n° inv. 2009.0.1 ;
- Suzanne au bain, 1866, bronze, hauteur : 47,2 cm, n° inv. 2015.0.53 ;
- Portrait de l'architecte Dutert, 1866, plâtre, diamètre : 135 cm ;
- Julien Guadet, architecte, 1866, plâtre, diamètre : 145 cm ;
- Buste d'enfant ou l'Effroi, 1867, plâtre teinté, 56 × 37 cm, n° inv.1901.13.1 ;
- Le Danseur de Saltarello, 1867, bronze à Fontainebleau, musée national du château ; plâtre patiné à Nemours, hauteur : 165 cm, n° inv. 1903.35.1 ;
- La Science et l'Histoire, plâtre, 69 × 6 cm, n° inv. 1910.98.1.1-2 ;
- La Guerre et la Paix, 1868, plâtre, 67 × 6 cm, n° inv. 1910.99.1.1-2  ;
- Ingres, projet d'un monument à Ingres, 1868-1870, plâtre, 52,2 × 31 cm, n° inv. 1903.39.1 ;
- L'Architecture, 1869, Paris, palais du Louvre, pavillon Mollien; moulage en plâtre au château-musée de Nemours, 66 × 18,5 cm, n° inv. 1903.36.1 ;
- La Douleur, 1870, plâtre patiné, 74 × 33 cm, n° inv. 1903.38.1 ;
- La Piéta, 1871, plâtre, moulage, 143 × 170 cm, n° inv. 1905.20.1 ;
- Buste d'Adolphe Dupuis, acteur la Comédie Française, 1876, plâtre teinté, 72,5 × 58 cm, n° inv. 1903.84.1 ;
- La Force, 1877, terre crue, 16,5 × 7 cm, n° inv. 2013.0.27.1-2 ;
- Le Portugal (allégorie), 1878, plâtre, 41 × 16 cm, n° inv. 2014.0.112 ;
- Le Génie d'Horace, 1879, plâtre teinté, terre cuite, 66 × 60 cm, n° inv. 901 ;
- Jean Saunier, 1880, moulage en plâtre, diamètre : 23,5 cm, n° inv. 1903.42.1 ;
- Chanteur napolitain, 1881, bronze, 56 × 37 cm, n° inv. 2010.0.3 ;
- Halévy, 1881, modelage en terre crue, 13 × 5 cm, n° inv. 2010.0.1 ;
- Étienne Bézout, 1883, plâtre, hauteur : 114 cm, n° inv. 1901.17.1 ;
- Théodore Gruyere, 1885, plâtre, n° inv. 946bis ;
- Jean Duverne enfant, 1887, moulage en plâtre, diamètre: 18 cm, n° inv. 1910.102.2 ;
- Les Enfants Durieu, 1888, plâtre, diamètre : 18 cm, n° inv. 953 ;
- Le Printemps, 1893, plâtre, 80 × 40 cm, n° inv. 1903.2.87.1 ;
- La Prière, 1897, plâtre, 56 × 67,5 cm, n° inv. 1901.16.1 ;
- La Source de Chaintreauville, 1901, bronze, 98 × 65 cm, n° inv. 2010.0.4 ;
- Fernand Vallée, 1903, terre crue, diamètre : 18 cm, n° inv. 2013.0.39 ;
- Buste d'Estelle Favriot, 1903, terre cuite, hauteur : 50 cm, n° inv. 1873 ;
- La Fin, 1904, moulage en plâtre, 130 × 125 cm, n° inv. 903 ;
- F. Testard, 1904, plâtre, n° inv. 904 ;
- Le Commencement, 1906, moulage en plâtre, 147 × 128 cm, n° inv. 902 ;
- Tête de jeune enfant, 1907, plâtre, 190 × 180 cm ;
- Étude pour la statue de Corot pour l'hôtel de ville de Paris, 1909, moulage en plâtre, 23,8 × 7,8 cm, n° inv. 2013.025 ;
- La Coquetterie, 1909, moulage en plâtre, 48 × 14 cm, n° inv. 2013.0.14 ;
- Jeanne d'Arc sur le bûcher, 1910, plâtre, 112 × 44,5 cm, n° inv. 1910.106.1 ;
- J. Herbault, architecte, plâtre, diamètre : 45 cm ;
- Médaillon de Victor Schnetz, peintre et directeur de la villa Médicis, plâtre, diamètre : 14 cm ;
- Tête de jeune fille, terre cuite, diamètre : 16 cm, n° inv. 2510.

## Exposition
À l'occasion du centième anniversaire de sa disparition, une exposition rétrospective sur sa vie et sur son œuvre s'est tenue au Château-Musée de Nemours du 6 novembre 2010 au 10 avril 2011.